# Trichodezia ledereri
Trichodezia ledereri är en fjärilsart som beskrevs av Otto Staudinger 1901. Trichodezia ledereri ingår i släktet Trichodezia och familjen mätare. Inga underarter finns listade i Catalogue of Life.